# Pobřežní železniční trať (Izrael)

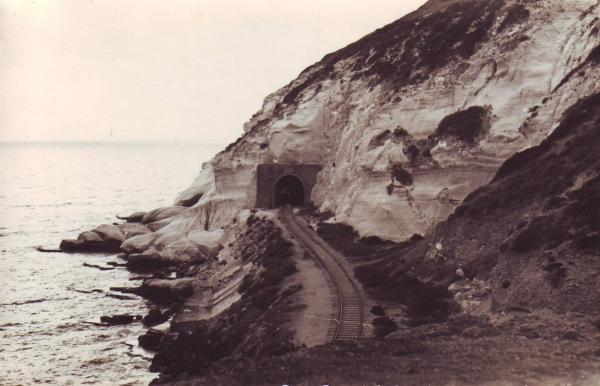
Zrušený železniční tunel v Roš ha-nikra

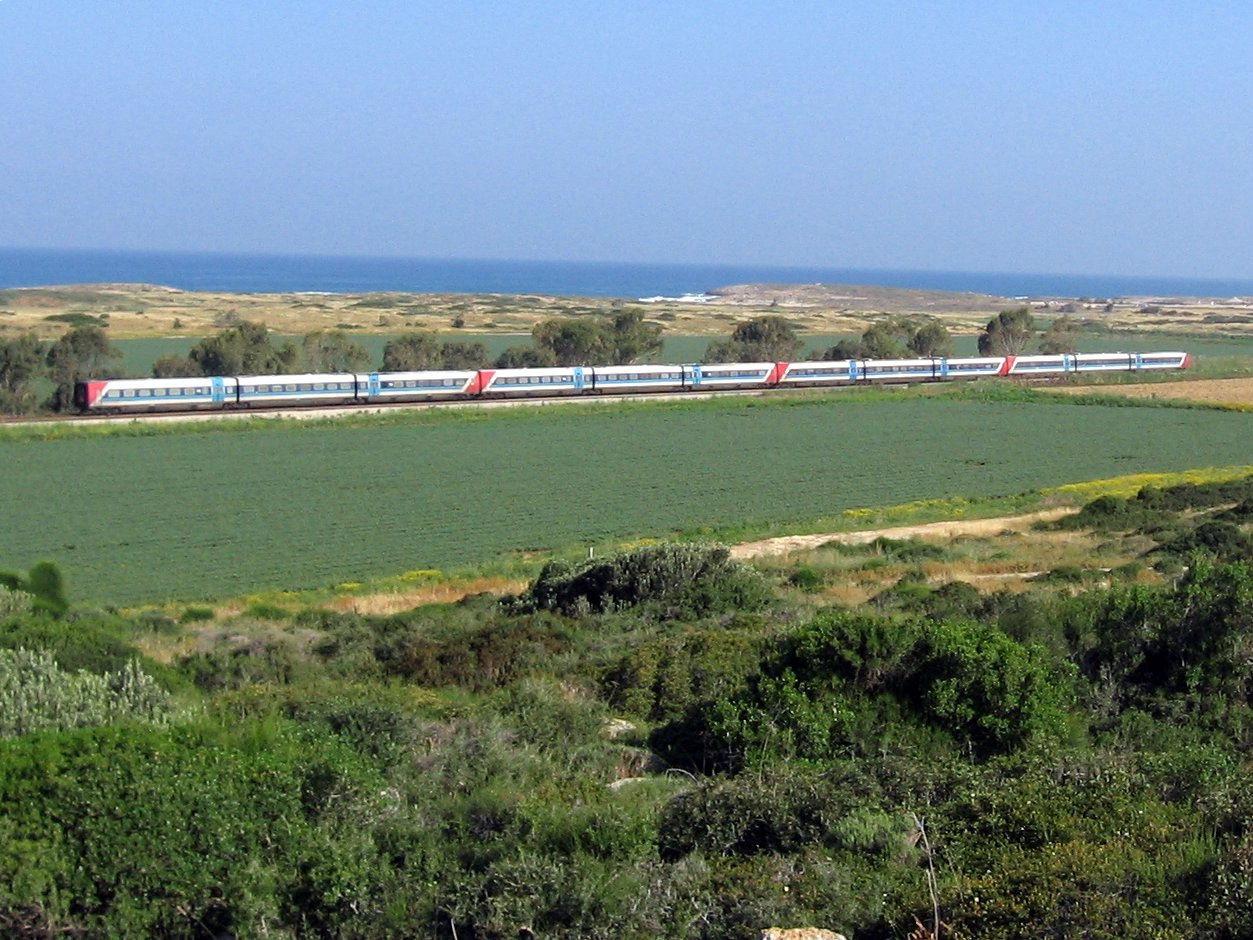
Rychlíková souprava na pobřežní trati

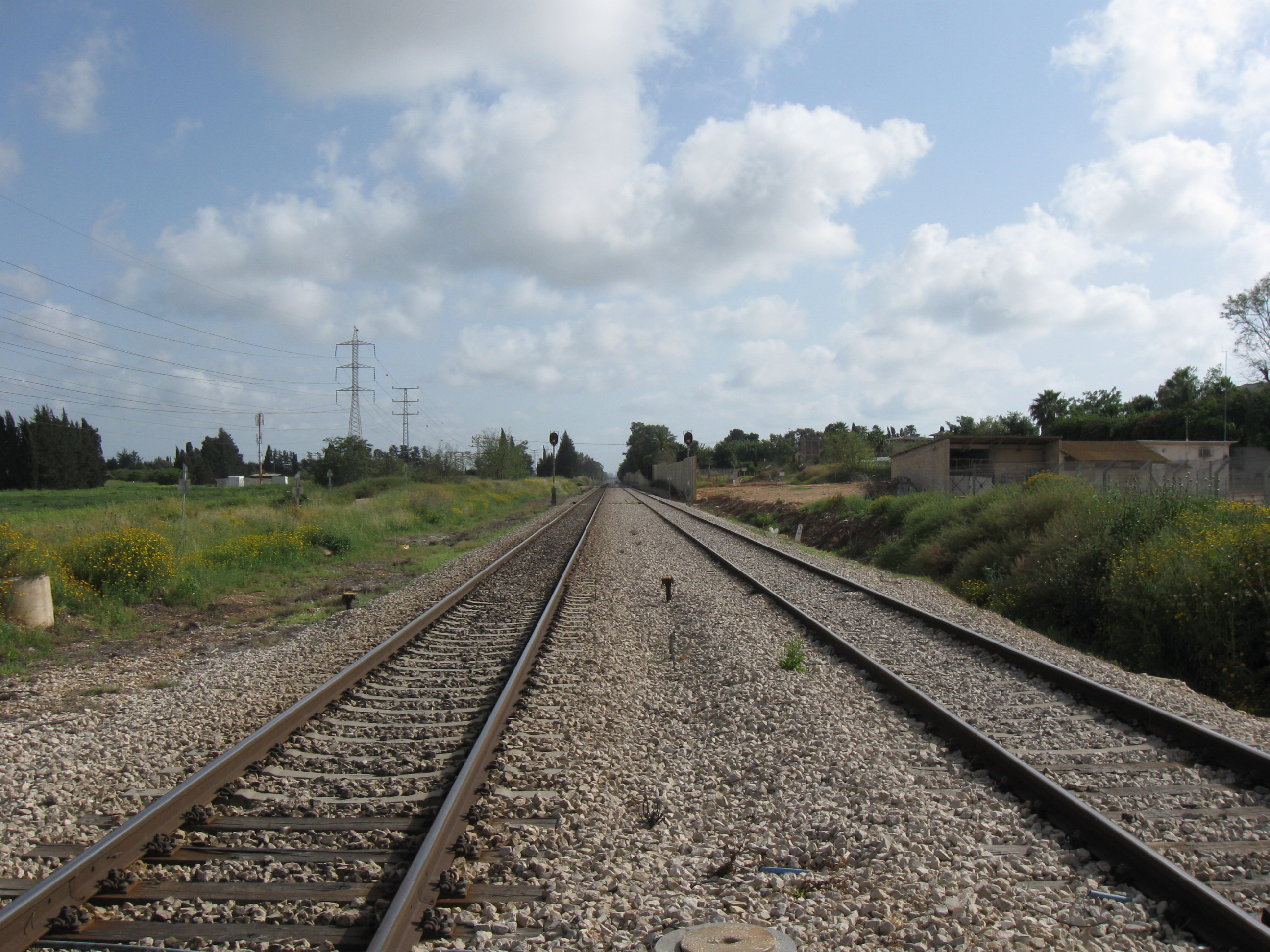
Kolejové těleso poblíž města Kfar Šmarjahu

Pobřežní železniční trať (hebrejsky: מסילת החוף, Mesilat ha-Chof) je hlavní železniční trať v Izraeli, která začíná jižně od hranice s Libanonem na pobřeží Středozemního moře poblíž města Naharija v severním Izraeli a v současnosti končí v Tel Avivu. V roce 2013 byla propojena do existující železniční stanice Ašdod Ad Halom (s mezilehlou železniční stanicí Javne ma'arav) čímž se vytvořila souvislá trať podél celého středomořského pobřeží v Izraeli až k hranici s pásmem Gazy.

## Dějiny
Severní úsek pobřežní tratě z města Akko na křižovatku Remez (jižně od dnešní železniční stanice Kejsarija-Pardes Chana) byl postaven Brity ve 20. letech 20. století a provozován společností Palestine Railways. V letech 1941–1942 prodloužili inženýři z jihoafrické armády a novozélandské armády tuto trať na severu do Bejrútu a Tripolisu skrz železniční tunel u Roš ha-nikra. Po první arabsko-izraelské válce v roce 1948 byl ovšem tunel zablokován a doprava stejně jako veškeré politické styky mezi oběma zeměmi přerušeny.
Úsek jižně od křižovatky Remez včetně tehdejší konečné stanice (železniční stanice Tel Aviv Savidor Merkaz) byl postaven podnikem Izraelské dráhy počátkem 50. let 20. století a nová trať byla otevřena v květnu 1953, přičemž konečná stanice v Tel Avivu byla uvedena do provozu v listopadu 1954. Stala se hlavní severojižní spojnicí státu, nahradila tak starší a více ve vnitrozemí vedoucí Východní železniční trať, která spojovala křižovatku Remez s železniční stanicí Chadera Mizrach a železniční stanici Lod a která byla postavena již během osmanského období, aby byla částečně zrušena od roku 1969. Nový úsek pobřežní tratě výrazně zkrátil cestu mezi městy Tel Aviv a Haifa a napojil na železniční síť lidnatá města Herzlija a Netanja. Během 90. let 20. století byla na jihu prodloužena o úsek tzv. Ajalonské železniční tratě podél takzvané Ajalonské dálnice (dálnice číslo 20) v Tel Avivu a propojena tak s železniční tratí Tel Aviv-Jeruzalém.

## Seznam stanic
V současnosti jsou na pobřežní železniční trati následující stanice:
- železniční stanice Naharija
- železniční stanice Akko
- železniční stanice Kirjat Mockin
- železniční stanice Kirjat Chajim
- železniční stanice Chucot ha-Mifrac
- železniční stanice Lev ha-Mifrac
- železniční stanice Chejfa Merkaz ha-Šmona
- železniční stanice Chejfa Bat Galim
- železniční stanice Chejfa Chof ha-Karmel
- železniční stanice Atlit
- železniční stanice Binjamina
- železniční stanice Kejsarija-Pardes Chana
- železniční stanice Chadera Ma'arav
- železniční stanice Netanja
- železniční stanice Bejt Jehošua
- železniční stanice Herzlija
- železniční stanice Telavivská univerzita
- železniční stanice Tel Aviv Savidor Merkaz

## Provoz
Provoz v úseku jižně od Haify zajišťují dvoupodlažní soupravy. Operují tu meziměstské rychlíkové i příměstské zastávkové spoje. Dále tu je realizována i nákladní přeprava zboží. Jde o nejvytíženější trať v sítí izraelských drah, přičemž zcela největší dopravní objem vykazuje úsek podél Ajalonské dálnice v Tel Avivu.

## Budoucí plány
Propojení Tel Avivu a jihu státu podél pobřeží, které již je ve fázi výstavby, si vyžádá zřízení pěti nových stanic situovaných podél dálnice číslo 4. Nakonec má tak pobřežní trať dosáhnout až do železniční stanice Ašdod Ad Halom, která je nyní obsluhována železniční tratí Lod-Aškelon. Od konce 80. let 20. století začala trať procházet přístavbou druhé koleje. Podle stavu k roku 2009 již je zdvoukolejněna většina trati, s výjimkou nejsevernějšího úseku od oblasti jižně od města Akko až do Naharije. Dokončení se i v tomto úseku plánovalo na rok 2011. Ve fázi schvalování a přípravy je už elektrifikace tratě, ale vedení města Haifa to odmítá z estetických důvodů a také kvůli bezpečnosti, protože trať v oblasti Haify probíhá velmi blízko pobřeží. Plánuje se výhledově přidání třetí a čtvrté koleje, zejména mezi Tel Avivem a městem Binjamina. V těchto plánech se ovšem také počítá s možností oživit východní železniční trať jižně od křižovatky Remez a využít ji pro nákladní a záložní přepravu.